# ТЭЦ Тарнув-Мосьцице
ТЭЦ Тарнов-Мосьцице – электростанция на юге Польши в городе Тарнув, входящая в комплекс зданий химического завода Группы Азоти.

## ТЭЦ I
Во второй половине 1920-х годов в Мосьцицах (ныне район Тарнова) началось строительство крупного предприятия азотной химии. Обеспечивать его электрической и тепловой энергией должна была собственная станция, введенная в эксплуатацию в 1929 году.
ТЭЦ имела центральную котельную с шестью котлами, четыре из которых поставлял Краковский завод Зеленевского, а еще два Сосновецкий завод компании Fitzner&Gamper (в 1928 году эти два производителя объединились). Удаление продуктов сгорания осуществлялось с помощью двух дымовых труб высотой по 114 метров, которые на момент строительства были самыми высокими в стране (по другим данным, высота дымовых труб составляла 110 и 105 метров).
Три генераторных комплекта с конденсационными турбинами мощностью по 7,6 МВт и генераторами на 9,5 кВА изготовила швейцарская Brown Boveri. Еще одну турбину мощностью 2,1 МВт и связанные с ней два генератора общей мощностью 2,6 кВА поставила шведская Stal-Asea. Последний агрегат имел турбину с противодавлением, позволяющую производить пар для технологических и отопительных целей.
Поскольку первоначальные потребности завода составляли только 17 МВт, часть мощности использовалась для поставки электроэнергии другим промышленным предприятиям и потребителям Малопольского региона.
Электростанция строилась с учетом сжигания угля. В 1933 году сюда проложили газопровод от месторождения Розтоки, что позволило использовать газ для розжига котлов (в 1960-х годах голубое топливо в Тарнув начало поступать из Ярослава).
В 1950-х годах комплекс азотного завода усилили второй электростанцией, а в 1970-х ТЭЦ I вывели из эксплуатации.

## ТЭЦ II
Для покрытия растущих энергетических потребностей в 1955 году запустили ТЭЦ II мощностью 50 МВт. Она имела три пылеугольных котла TP-170 (известные как К-1, К-2 и К-3) и созданные по советской технологии две конденсационные турбины WPT-25 (TG-1 и TG-2). Удаление продуктов сгорания осуществлялось с помощью дымовой трубы высотой 104 метра.
В 1960-х годах станцию усилили. На этот раз установили два пылеугольных котла OP-230 (К-4 и К-5) производства Rafako (Рацибуж), и теплофикационные турбины венгерской компании Lang (TG-4 и TG-5). Для удаления продуктов сгорания построили дымовую трубу высотой 120 метров.
Необходимую для охлаждения воду брали из реки Дунаец.
В конце 1990-х годов котельное хозяйство ТЭЦ частично модернизировали. Котел К-1 перевели на природный газ (он получил маркировку TPG-170), а для котла К-4 применили технологию циркулирующего кипящего слоя (OPF-230).
На начало 2010-х годов станция имела электрическую мощность в 96,8 МВт (по другим данным — 102 МВт) и использовала указанные выше четыре турбины и четыре котла (К-1, К-3, К-4 и К-5). Она обеспечивала 100 % потребностей химического комбината в паре и горячей воде и 85 % в электроэнергии.